# Edward Byles Cowell
Edward Byles Cowell, född den 23 januari 1826, död den 9 februari 1903, var en brittisk sanskritist. 
Han studerade i Oxford, reste 1854 till Indien och var 1862-67 professor vid Presidency college i  Calcutta. Cowell utnämndes 1867 till professor i sanskrit i Cambridge. Han ledde och tog fram till sin död viktig del i den engelska Jakataöversättningen (1895-97, index 1913), samt utgav Mountstuart Elphinstones History of India (1873) och Henry Thomas Colebrookes Miscellaneous Essays (1873).
Cowell översatte Vararucis prakritgrammatika (1854), Yajurveda (1856–1860), Kanshitaki upanishad (1861) och Maitrayanija upanishad (1870), Kusuman-jali (1864; ett hinduiskt vittnesbörd om tron på ett högsta väsende), Buddha-Karita (1893–1894), med flera, samt utgav Divyavadana (1886; en samling äldre buddhistiska legender på sanskrit), med flera.